# اودریاکباش
اودریاکباش (انگلیسی: Udryakbash) یک شهرک در شهرستان بلاگووارسکی باشقیرستان کشور روسیه است.